# استاد بزرگ استاد کوچک
استاد بزرگ استاد کوچک (به هندی: Bade Miyan Chote Miyan) (به انگلیسی: Big Master Little Master) که در زبان فارسی تحت عنوان آقای بزرگ آقای کوچک هم منتشر شده است، یک فیلم هندی اکشن علمی تخیلی به زبان هندی است که در سال ۲۰۲۴ اکران شد، کارگردانی آن را علی عباس ظفر بر عهده داشت. بازیگران اصلی فیلم آکشی کومار و تایگر شروف هستند که نام فیلم بر اساس نقش‌آفرینی آنها انتخاب شد، دیگر بازیگران نقش‌های با اهمیت در فیلم پریتویراج سوکوماران، مانوشی چیلار، آلایا اف، سوناکشی سینها و رونیت روی هستند. در این فیلم، دو سرباز سابق دوباره با یکدیگر متحد می‌شوند و با گذشت زمان به رقابت می‌پردازند تا هند را از یک حمله قریب‌الوقوع که توسط یک دانشمند کینه‌جو برنامه‌ریزی شده، نجات دهند.
فیلمبرداری اصلی در ماه ژانویه ۲۰۲۳ آغاز شد و در فوریه ۲۰۲۴ با فیلمبرداری‌های انجام گرفته در بمبئی، اسکاتلند، لندن، لوتون، ابوظبی و اردن به پایان رسید. این فیلم با بودجه تولید بالغ بر ۳۵۰ کرور روپیه یکی از گران‌ترین فیلم‌های هندی است که تا کنون ساخته شده است.
فیلم استاد بزرگ استاد کوچک در روز ۱۱ آوریل ۲۰۲۴ همزمان با عید فطر اکران شد.

## حاشیه صوتی
موسیقی فیلم توسط ویشال میشرا ساخته شد و متن اشعار توسط ارشاد کمیل نوشته شده است در حالی که موسیقی پس زمینه توسط جولیوس پکیام ساخته شده است. اولین آواز با عنوان «استاد بزرگ استاد کوچک» (عنوان قطعه) در روز ۱۹ فوریه ۲۰۲۴ منتشر شد. دومین آواز با عنوان «مست ملنگ جوم» (Mast Malang Jhoom) در روز ۲۸ فوریه ۲۰۲۴ منتشر شد. سومین تک آهنگ با عنوان «والله حبیبی» (Wallah Habibi) در روز ۱۳ مارس ۲۰۲۴ منتشر شد.
| فهرست آهنگ | فهرست آهنگ                               | فهرست آهنگ                                | فهرست آهنگ |
| شماره      | نام                                      | خواننده(ها)                               | مدت        |
| ---------- | ---------------------------------------- | ----------------------------------------- | ---------- |
| ۱.         | «استاد بزرگ استاد کوچک – عنوان قطعه»     | آنیرود راویچاندر، ویشال میشرا             | ۲:۳۹       |
| ۲.         | «مست ملنگ جوم»                           | آرجیت سینگ، نیکیتا گاندی، ویشال میشرا     | ۳:۲۰       |
| ۳.         | «والله حبیبی»                            | ویشال دادلانی، ویشال میشرا، دیپاکشی کلیتا | ۲:۴۲       |
| ۴.         | «والله حبیبی (عربی)»                     | رانی حضریکا، حسام حجازی (Hossam Hegazy)   | ۲:۴۲       |
| ۵.         | «رنگ عشق»                                | ویشال میشرا                               | ۳:۱۹       |
| ۶.         | «رنگ عشق (Rang Ishq Ka)» (نسخه احیا شده) | نه بهاسین                                 | ۳:۳۳       |
| مجموع مدت: | مجموع مدت:                               | مجموع مدت:                                | ۱۵:۳۳      |